# スワロー礁

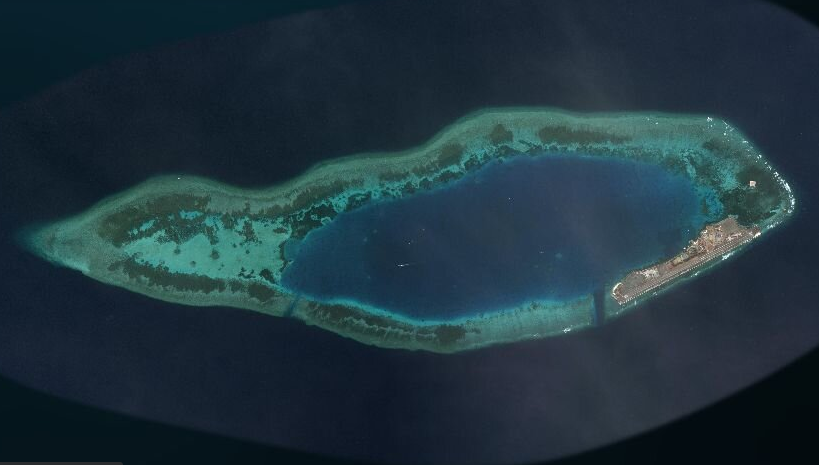
スワロー礁 右下がラヤンラヤン島

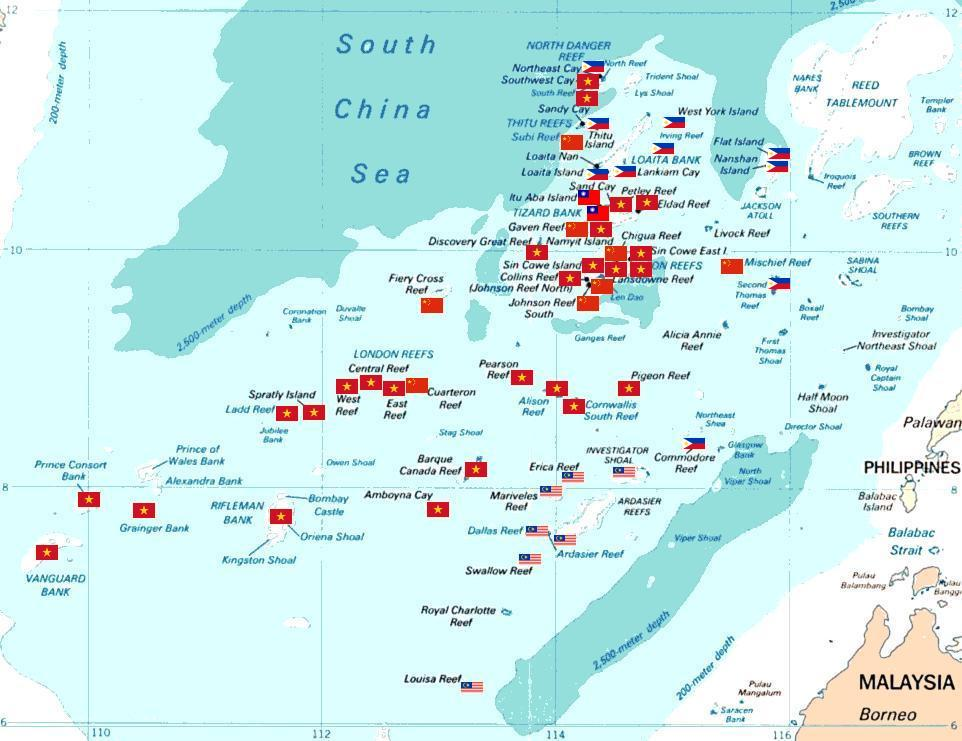
南沙諸島における南シナ海周辺諸国の実効支配状況

スワロー礁（すわろーしょう、英語：Swallow Reef、マレー語：Pulau Layang-Layang、中国語：弾丸礁、ベトナム語：Đá Hoa Lau / 𥒥Hoa Lau）は、南沙諸島に点在するサンゴ環礁の一つ。ボルネオ島の北西300kmに位置し、マレーシアが実効支配している。環礁の一部であるラヤンラヤン島はスキューバダイビングなどの観光地となっている。中華人民共和国、中華民国（台湾）が領有権を主張している。

## 名称
マレーシアでは、スワロー礁をラヤンラヤン島と呼んでいる。日本の防衛省の文書ではスワロー礁と表記している。中国名は弾丸礁。

## 歴史
1974年、マレーシアが領有した。1979年、サバ州の付属島として、マレーシア地図に明記した。1980年、マレーシア海軍監視所が設置された。
マレーシア政府がラヤンラヤン島を埋め立て、野鳥観察区、空港とリゾートホテルを建てた。
2010年、中国の漁業取締船漁政311が監視活動としてスワロー礁に接近し、マレーシア軍のミサイル艇と哨戒機が出動、18時間対峙するという事件が起こった。

## ギャラリー

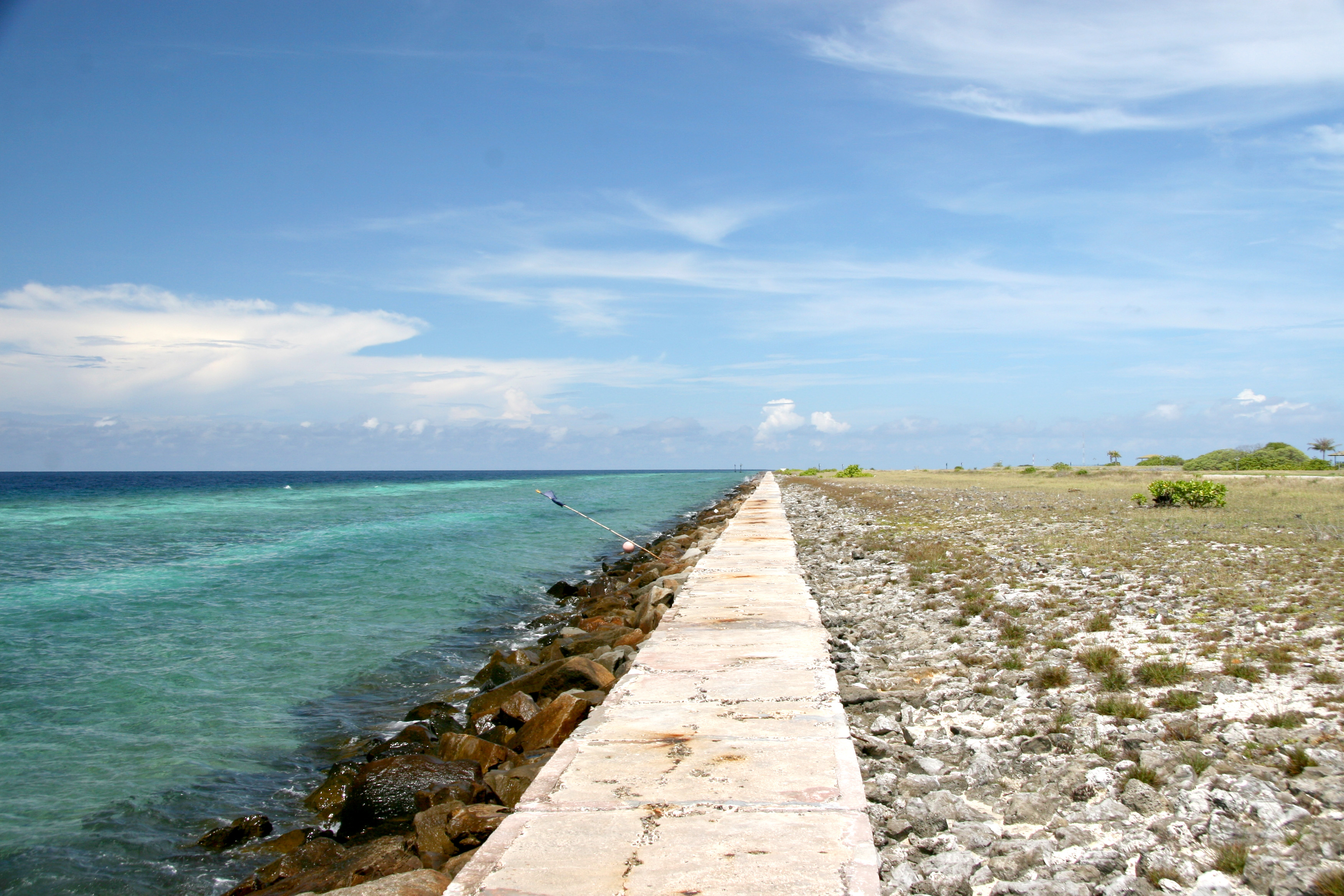
ラヤンラヤン島
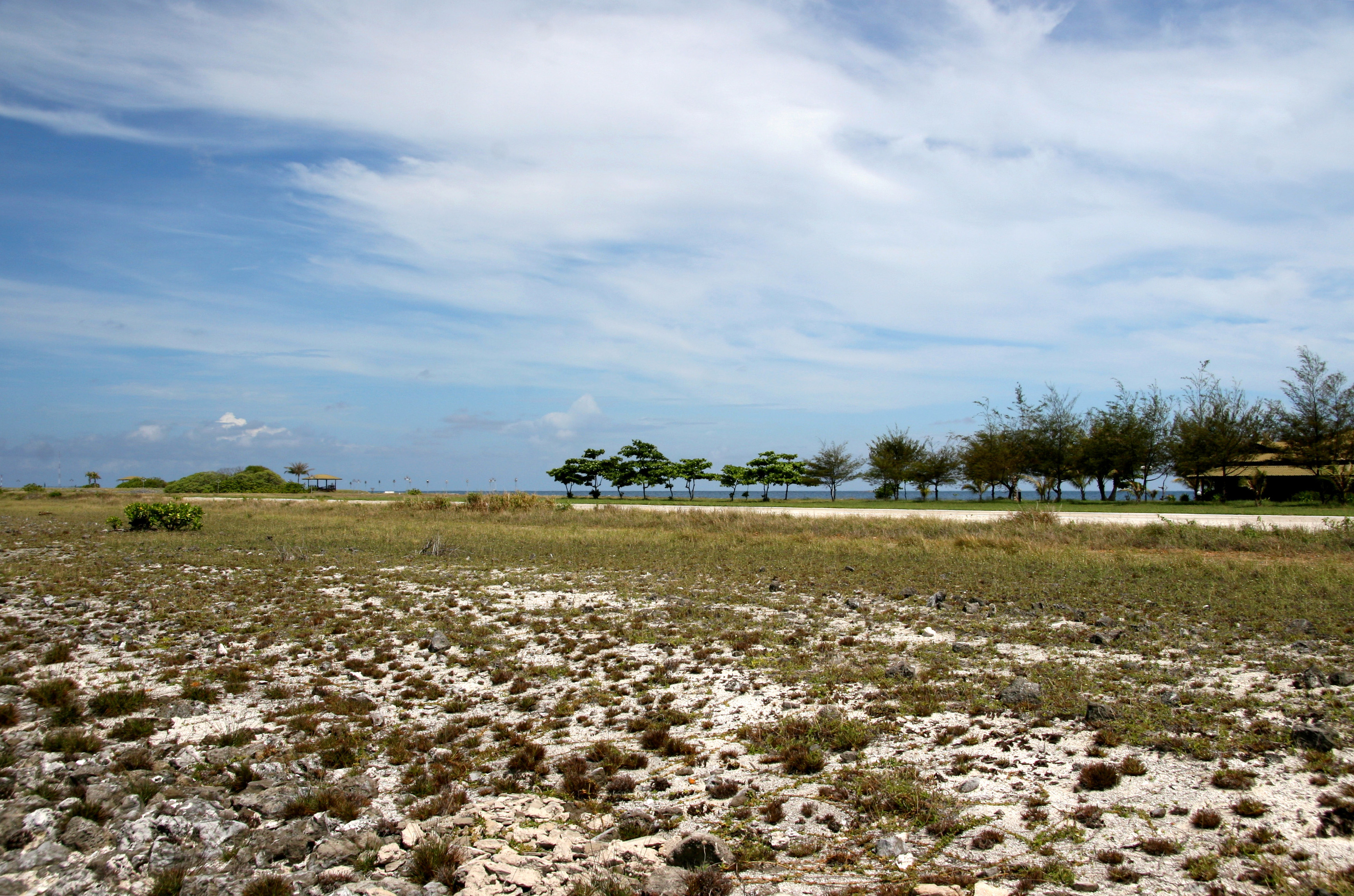
ラヤンラヤン島
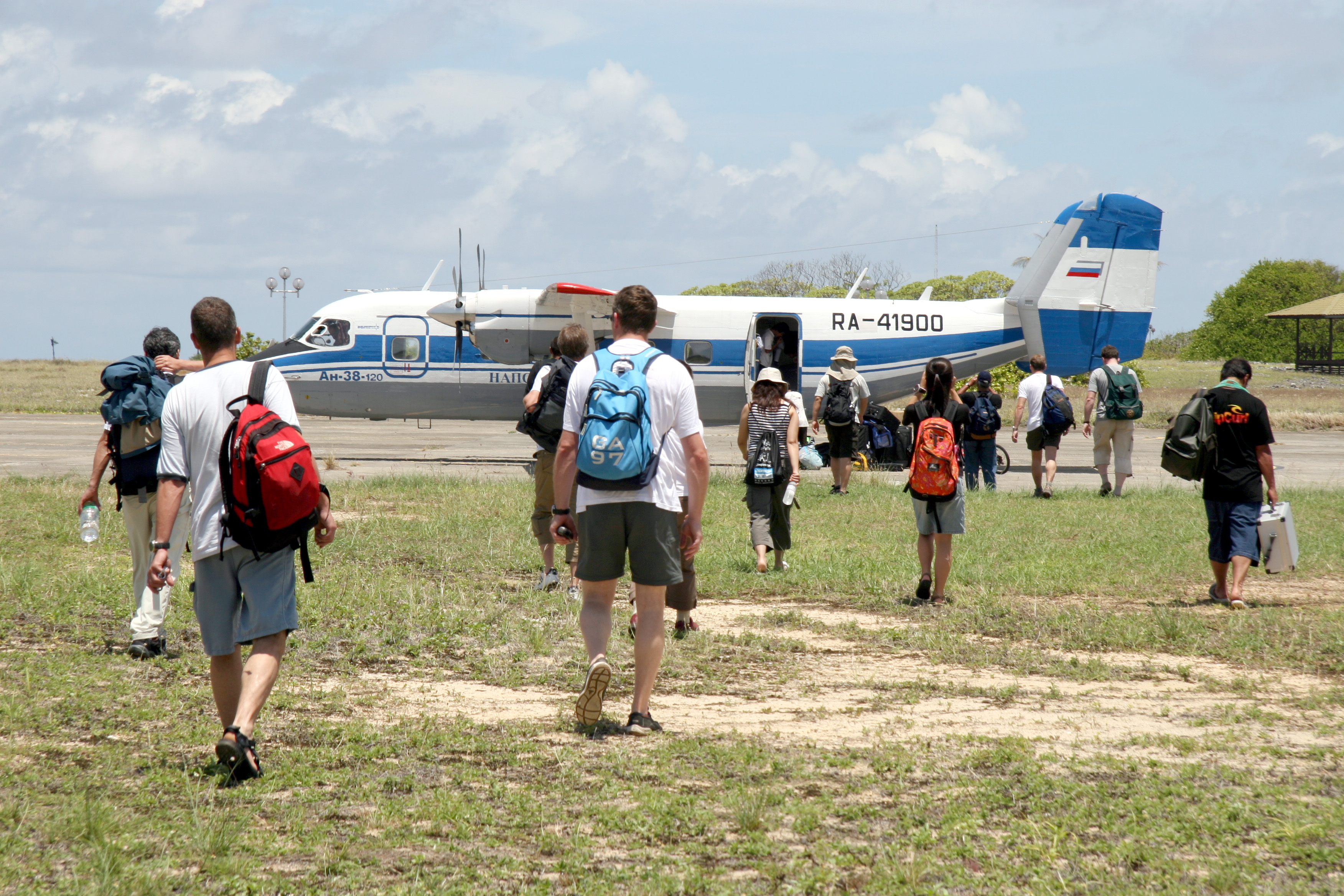
飛行場
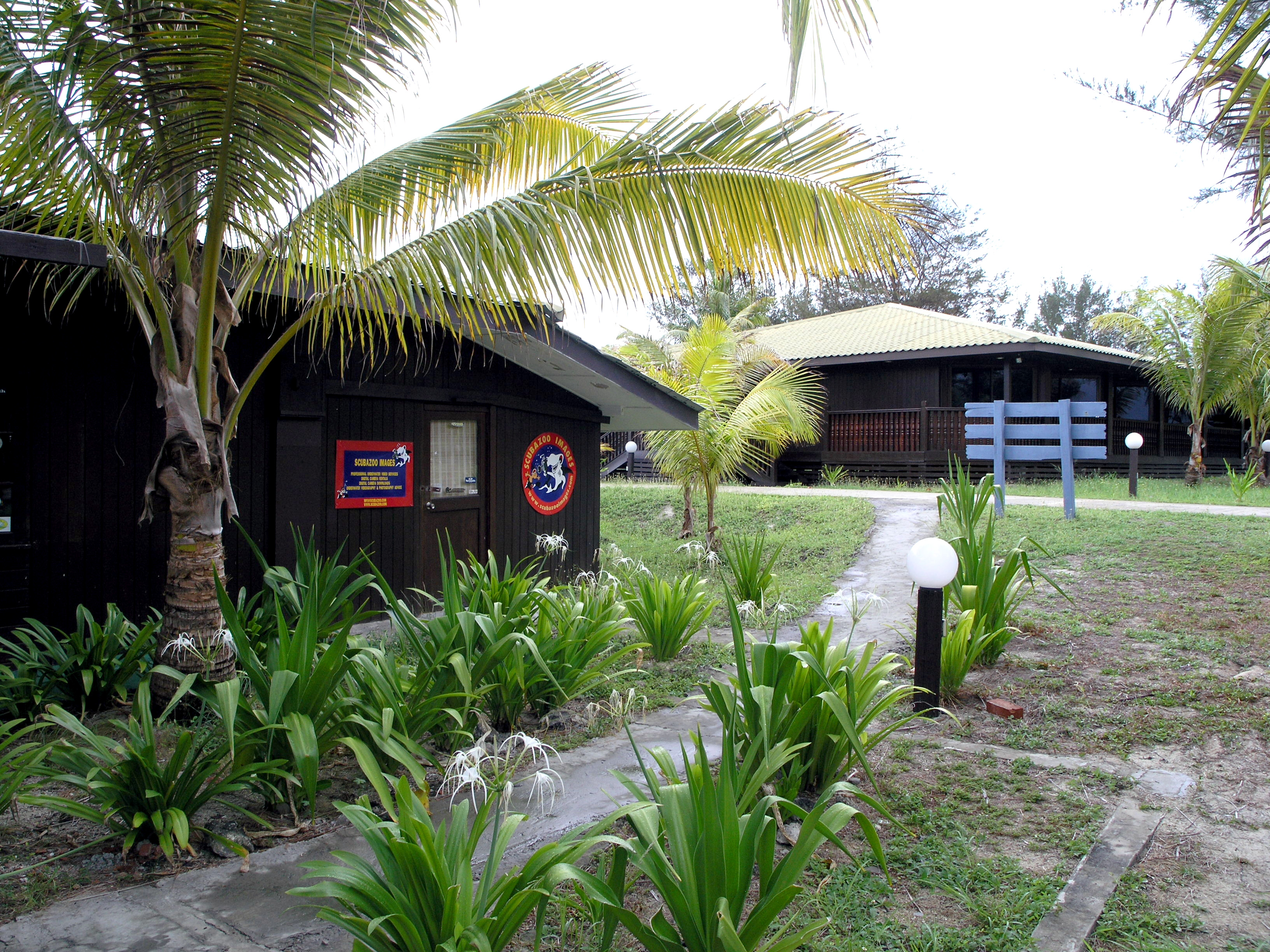
リゾート
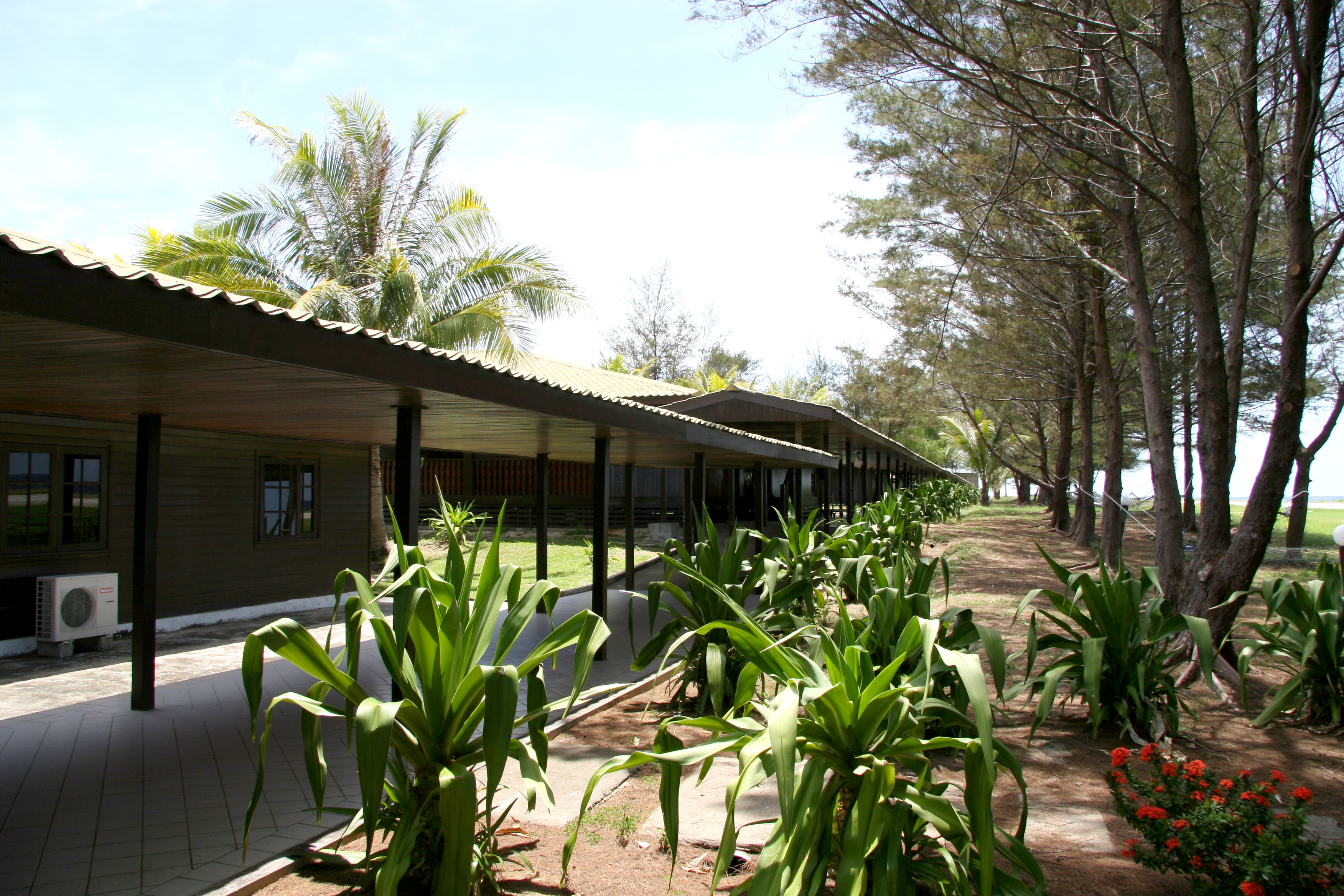
リゾート
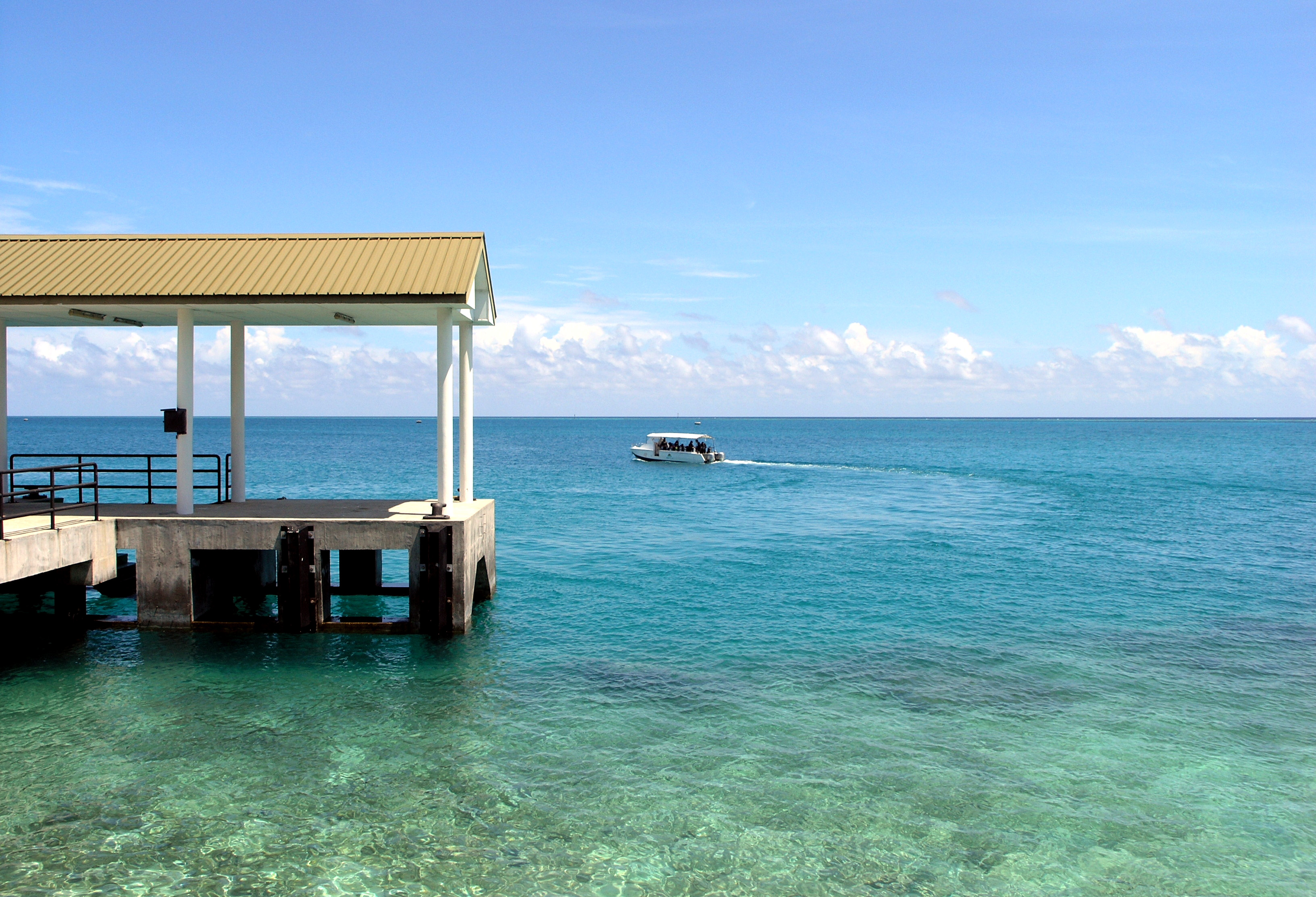
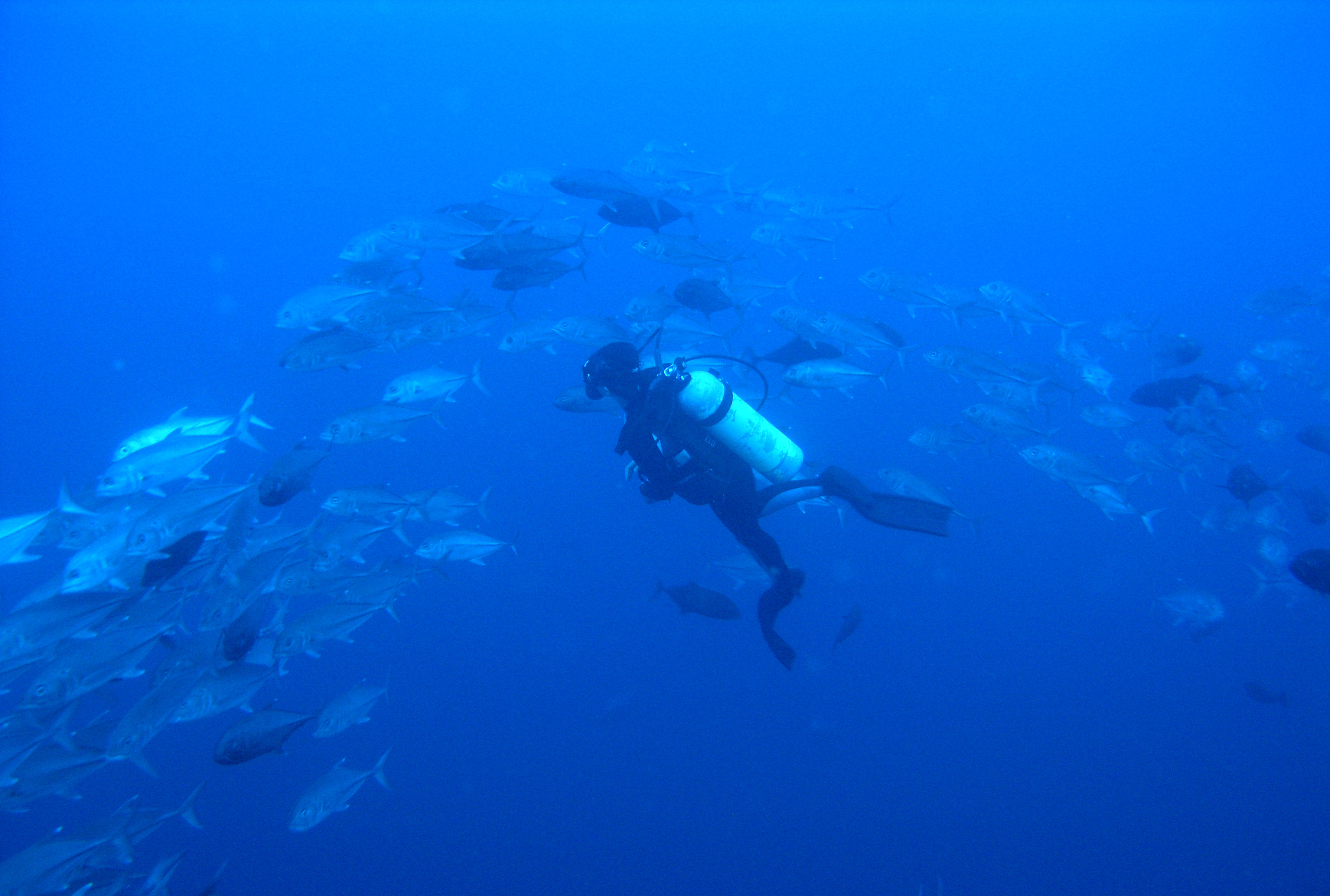
ダイビング